# تجربة تطور الإشريكية القولونية طويلة الأمد

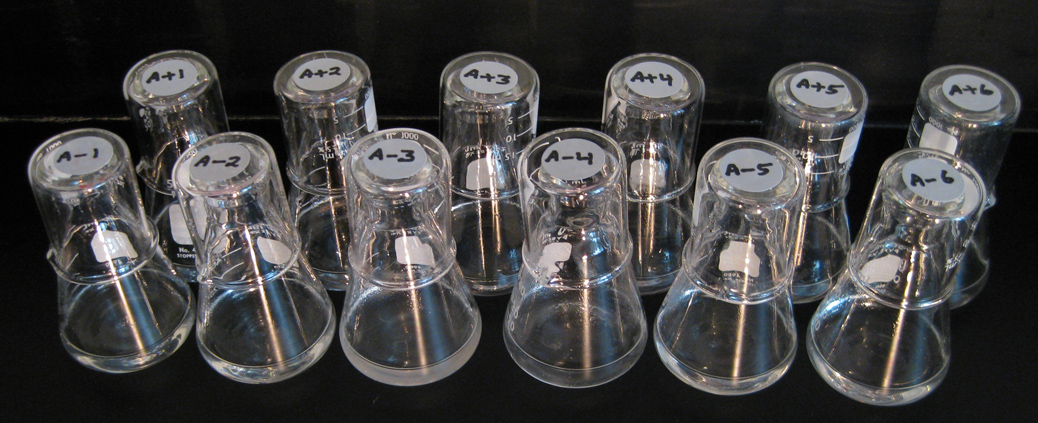
قوارير التربية الاثنا عشر في يونيو 2008.

تجربة تطور الإشريكية القولونية طويلة الأمد هي دراسة مستمرة في علم التطور التجريبي يقوم بها فريق من العلماء بقيادة ريتشارد لينسكي تركز على دراسة التطورات الوراثية في 12 مجموعة كانت متماثلة تتكاثر لاجنسيا من بكتيريا إشريكية قولونية (E. coli). بدأت التجربة في 24 فبراير 1988، ووصلت البكتيريا إلى الجيل 50,000 في فبراير 2010، و60,000 في أبريل 2014.
منذ بدأ التجربة لاحظ لينسكي وزملائه عدد كبير من التغيرات الوراثية، بعضها تطورات ملائمة ظهرت في جميع العينات الاثنا عشر، بينما تطورات أخرى ظهرت فقط في بعض العينات. أحد أهم التطورات كان قدرة الإشريكية القولونية على استخدام حمض الليمون للحصول على الكربون في البيئة الهوائية.

## المنهج التجريبي
تمَّ تصميم تجربة تطوُّر الإشريكيَّة القولونيَّة على المدى الطويل كوسيلة للفحص التجريبي لصفات عملية التطوُّر الأساسيَّة، وتمثَّلت الأهداف الرئيسيَّة لهذه التجربة بمايلي:
- فحص آليات التطوُّر وديناميكيَّته بما في ذلك معدَّل التغيير التطوري
- دراسة تكرار التطوُّر
- فهم العلاقة بين التغيير على مستوى الأشكال الظاهرة والبنية الوراثيَّة بشكلٍ أفضل[7]

ولكن مع استمرار التجربة توسَّع نطاقها خصوصاً مع ظهور أسئلة جديدة في البيولوجيا التطوريَّة تحتاج للشرح والتفسير، من جهة أخرى قدَّم التطوُّر السكاني أسئلة وظواهر جديدة تحتاج للدراسة لا سيَّما مع تسارع التطور التكنولوجي والتقنيات المنهجيَّة والتجريبيَّة.
لقد سمح استخدام جرثومة الإشريكيَّة القولونيَّة ككائن تجريبي بدراسة عدد كبير من الأجيال والأفراد في فترة زمنية قصيرة نسبيَّاً، بالإضافة لذلك ونظراً لاستخدام هذه الجرثومة لفترة طويلة توافرت مجموعة واسعة من الأدوات والبروتوكولات والإجراءات التجريبيَّة لدراسة تغيُّراته على المستويات الوراثية والشكليَّة والفيزيولوجيَّة ، يمكن أيضاً تجميد هذه الجراثيم والحفاظ عليها مع بقائها قابلة للحياة، وقد سمح ذلك بما يمكن تسميته «سجل أحفوري متجمد» لعيِّنات من المجموعات التطوريَّة التي يمكن إحياؤها في أي وقت، ويسمح هذا السجل الأحفوري المتجمد أيضاً بإعادة تشغيل التجربة والبدء فيها من جديد عند حدوث تلوث في العينة أو أي خلل آخر في التجربة، ويسمح كذلك بعزل ومقارنة النماذج الحيَّة من الكائنات المستنسخة السلفيَّة والمتطوِّرة.
في هذه التجارب أيضاً أختيرت جراثيم الإشريكيَّة القولونية التي تتكاثر بطريقة لا جنسيَّة وتفتقر إلى أي بلازميدات تسمح لها بالترابط الجرثومي فيما بينها، ونتيجةً لكلِّ ذلك لا يحدث التطوُّر في هذه التجربة إلا عن طريق العمليَّات التطوريَّة الأساسيَّة وهي الطفرات والانتقاء الطبيعي والانحراف الوراثي.
اختار القائمون على التجربة أيضاً أوساط زرع ونمو للجراثيم تحتوي على حد أدنى من الغلكوز، وذلك لتبسيط دراسة التطور من خلال تقليل التداخل النسيلي وتقليل إمكانيَّة تطوُّر التفاعلات البيئيَّة أيضاً، يدعم هذا التركيز من الغلكوز حياة ونمو حد أقصى من الجراثيم يُقدَّر بنحو 500 مليون خليَّة جرثوميَّة في كلِّ 10 مل.

## النتائج
تمَّت دراسة وتحليل نتائج هذه التجارب على نطاقٍ واسع لمعرفة التغيُّرات الحاصلة في السلالات الجديدة مقارنةً بالسلالات الأصلية، في البداية أظهرت الأجيال المُبكِّرة من الجراثيم تكيُّفاً وتلاؤماً بيئياً كبيراً لكنَّ هذا التكيُّف تناقص بمرور الوقت، وبعد 2000 جيل كان معدَّل زيادة أعداد الجراثيم أسرع بنسبة 70% من السلالات الأصلية، واستمرَّت هذه الزيادة في الأجيال اللاحقة، ففي الدراسة التي قام بها وايزر وآخرون عام 2013 لاحظوا أنَّ التحسُّن مازال موجوداً عند 50 ألف جيل مقارنةً بالعينات المعزولة عند 40 ألف جيل، وأكَّدوا أنَّ هذه الزيادة ستستمر دون تقييد بعد أن تمَّ عزل الطفرات المسؤولة عنها ضمن المجموعات الجرثوميَّة، وفحصت دراسة جديدة نشرت عام 2015 نتائج أكثر من 1100 تجربة جديدة وفحصت التكيِّف الحيوي عند 60 ألف جيل وخلصت إلى نفس النتائج السابقة، وهكذا وصل الباحثون إلى خلاصة مفادها أنَّه وبخلاف الاعتقادات السابقة فإنَّ التكيف سيبقى في زيادة مستمرَّة إلى أجلٍ غير مُسمَّى حتى ضمن بيئة حيوية ثابتة.

## تطوُّر الجينات
من بين السلالات الجرثوميَّة ال12 المستخدمة في التجربة تمَّ الإبلاغ عن إصابة ستَّة منها بعيوب في قدراتها على إصلاح الحمض النووي، ممَّا زاد بشكلٍ كبير من معدَّل الطفرات في تلك السلالات، على الرغم من أنه يُعتقد أن هذه الجراثيم في كل سلالة من السلالات قد ولَّدت مئات الملايين من الطفرات على مدى الأجيال العشرين الأولى فقط ولكنَّ تقديرات العالم لينسكي المُشرف على التجربة وجدت أنه خلال هذا الإطار الزمني كان الطفرات المفيدة فقط هي حوالي 10 إلى 20 طفرة في كل سلالة من السلالات، وجدت دراسة باريك وزملائه التي نشرت في عام 2009 أنه وعلى عكس الانخفاض في معدَّل تحسين التكيُّف فإنَّ تراكم الطفرات كان مُستمراً على الرغم من أنَّ العديد من الأدلَّة تشير إلى أنَّ الكثير من هذا التراكم كان مفيداً وليس محايداً.

## زيادة حجم الخلايا الجرثوميَّة في السلالات الإثني عشر
أظهرت كل المجموعات التجريبيَّة الإثني عشر زيادة في حجم الخليَّة الجرثوميَّة تزامناً مع انخفاض الكثافة الجرثوميَّة القصوى، كان هذا التغيير جزئياً إلى حدٍّ ما نتيجة طفرة غيَّرت من التعبير الجيني لأحد البروتينات المرتبطة بالبنسلين والذي سمح للجراثيم المتحولَّة «الطافرة» بالتغلُّب على الجراثيم الأصلية في ظلِّ ظروف التجربة طويلة الأمد، ومع ذلك وعلى الرغم من أنَّ هذه الطفرة زادت من لياقة الخلايا الجرثومة وتكيفها مع هذه الظروف ولكنَّها زادت أيضاً من حساسيتها للتغيُّرات الأسموليَّة وقلَّلت من قدرتها على البقاء لفترات طويلة في بيئة ثابتة.

## التخصُّص البيئي
على مدار التجربة طوَّرت الجراثيم تخصُّصاً بيئيَّاً في اعتمادها على الغلكوز كمورد أساسي ووحيد للنمو، وتمَّ وصف ذلك لأوَّل مرة عام 2000 عندما أثبت كوبر ولانسكي أنَّ جميع السلالات الجرثوميَّة تعرَّضت لتدهور في وظائف الاستقلاب غير المستخدمة بعد 20 ألف جيل الأمر الذي حدَّد من الموارد التي يمكن أن تنمو عليه الجراثيم، وأشارت هذه الدراسة إلى أنَّ الطفرات التي حسنَّت من قدرة الجراثيم في الاعتماد على الغلكوز كمصدر للغذاء أضعفت بل وقضت أيضاً على قدرتها في النمو اعتماداً على مواد وموارد أخرى، في حين أظهرت دراسة لاحقة أجراها ليبي وماركس واعتمدت على تقنيَّات أكثر تطوُّراً أنَّ فقدان الوظائف غير المُستخدمة لم يكن واسع النطاق كما كان يُعتقد سابقاً، بل أكثر من ذلك وجدت أنَّ بعض الوظائف غير المستخدمة قد تحسَّنت، وكانت نتيجة هذه الدراسة أنَّ النقص في الوظائف الاستقلابيَّة لم يكن بسبب الطفرات المفيدة بل بسبب تراكم الطفرات المحايدة في الأجزاء غير المستخدمة من المادة الوراثيَّة ممَّا يشير إلى أنَّ التكيُّف مع بيئة بسيطة مستقرَّة قد لا يؤدي إلى التخصُّص البيئي.

## تطوُّر الاستخدام الهوائي للسيترات

### خلفيَّة
في العادة تكون جراثيم الإشريكيَّة القولونيَّة غير قادرة على العيش والنمو اعتماداً على استخدام السيترات ضمن وسط هوائي بسبب عدم قدرتها على استخدام الأنزيمات الناقلة للسيترات عند وجود الأكسجين في الوسط المحيط، ومع ذلك يمكن أن يكون لهذه الجراثيم دورة حياة كاملة من العيش اعتماداً على حمض السيتريك أي أنَّ السيترات يمكن أن تُستقلب كوسيط أثناء النمو الهوائي المعتمد على مواد أخرى بما في ذلك الغلكوز، من جهة أخرى يمكن أن تنمو معظم سلالات الإشريكيَّة القولونيَّة بشكل لاهوائي اعتماداً على السيترات عن طريق التخمير إذا كانت الركيزة المشتركة مثل الغلكوز متاحة لتوفير طاقة منخفضة، إنَّ هذا النمو اللاهوائي اعماداً على السيترات مكن بسبب التعبير عن أحد الجينات والذي تمَّ تحديده لأول مرَّة عام 1998 ويتمُّ تنظيم هذا الجين مع جينات أخرى للمشاركة في تخمير السيترات والذي يتمُّ فقط في حال كان الأكسجين غائباً في الوسط المحيط.
تعتبر عدم القدرة على النمو الهوائي اعتماداً على السيترات سمة مميَّزة للإشريكيَّة القولونية كنوع جرثومي، حتى أنَّها كانت خاصيَّة هامة للتمييز بين جرثومة الإشريكيَّة القولونيَّة وجرثومة السالمونيلا المُمرضة، مع ذلك تمَّ عزل سلالات خاصة من الإشريكيَّة القولونية من عيِّنات مزروعة أو بيئيَّة تمتلك هذه السمة بسبب وجود بلازميد أجنبي ناقل للسيترات، في عام 1982 تمَّ الإبلاغ عن طفرات خاصة تُسبِّب هذه الخاصيَّة لدى جراثيم الإشريكيَّة القولونية، عزلت هذه الطفرات أثناء تجربة تطور الإشريكية القولونية طويلة الأمد، وأشار التحليل الوراثي الذي أجراه هول أنَّ الطفرة المُسبِّبة لهذه الخاصيَّة كانت معقدة، لكنَّه في النهاية لم يكن قادراً على تحديد التغيرات الدقيقة أو الجينات المسؤولة ممَّا دفعه إلى افتراض أنَّ ما حدث هو تفعيل جين ناقل خفي ، وعلى كلِّ حال كانت مناطق الجينات التي حدَّدها هول لا تتوافق مع الموقع الدقيق الذي تمَّ تحديده بعد 16 عاما.

### تطوير قدرة الاستخدام الهوائي على السيترات
أعلن فريق لينسكي عام 2008 أنَّ القدرة على الاستخدام الهوائي للسيترات قد تطوَّرت عند سلالة واحدة من الجراثيم من أصل 12 سلالة عند الجيل 33127، هذه القدرة الاستقلابيَّة الجديدة مكَّنت الجراثيم من النمو بشكل أكبر لعدة أضعاف ممَّا كان عليه سابقاً وذلك بسبب الكميَّات الكبيرة من السيترات الموجودة في الوسط المُغذي، لاحقاً أظهر فحص العينات الجرثوميَّة المجمدة أنَّ هذه الطفرة موجودة قبل هذا الوقت المُكتشف ويمكن عزلها عند الجيل 31500، وعند دراسة هذه الطفرة بشكل أكثر تفصيلاً تأكد الباحثون أنَّها طفرة عفويَّة وليست تلوث أو استجابة لعوامل بيئيَّة خارجية، فقد عادت هذه الطفرة للظهور في سلسلة من تجارب «إعادة التشغيل»، وأظهرت هذه التجارب أنَّ القدرة على النمو اعتماداً على الاستقلاب الهوائي للسيترات كان من المرجَّح أن تتطوَّر في المجموعات الفرعيَّة التي استنسخت من جراثيم نقيَّة وراثيَّة، وظهرت 19 حالة جديدة ومستقلَّة من هذه الطفرات في تجارب إعادة التشغيل، حتى أنَّ الطفرات ظهرت عند الجيل 20 ألف وهو أبكر بكثير من تلك التي حصلت عند استخدام السلالات الجرثوميَّة الأصليَّة، كما أنَّ معدَّل الحدوث أكبر بكثير من معدَّل الحدوث عند السلالات الأصلية وهو يساوي تقريباً واحد من بين كل تريليون خليَّة جرثوميَّة.

### انتقادات لنتائج استخدامات السيترات
جرَّب باحثون آخرون تطوُّر أنواع أخرى من الجراثيم، وتمكَّن الفريق العامل في مختبر Scott Minnich من عزل 46 طفرة مستقلَّة لاستخدام السيترات، وظهرت هذه الطفرات ما بين الجيل 12 – 100 فقط أي أبكر بكثير من النتائج السابقة وذلك بسبب استخدام أسلوب التجويع لأنَّ الجراثيم ستقوم بتجريب تكيُّف وطفرات أكثر وأسرع عندما توضع تحت هذه الظروف البيئيَّة القاهرة، وكشفت دراسة تسلسل الحمض النووي في هذه التجربة تضخم في موقعين خاصين، وأكَّدت هذه التجارب أيضاً أنَّ ندرة الطفرات المحرضة لاستخدام السيترات في تجارب لينسكي كانت على الأرجح بسبب الظروف التجريبيَّة الانتقائيَّة التي استخدمها فريقه بدلاً من كونها حدثاً تطوريَّاً فريداً من نوعه، رداً على ذلك أكَّد لينسكي أنَّ المشكلة ليست في أسلوب التجربة لأنَّه تمكَّن من تحقيق التطور السريع في غضون أسابيع قليلة خلال تجارب إعادة التشغيل التي نشر نتائجها في ورقة علميَّة عام 2008 والتي وصف فيها فريقه لأول مرة تطوير الجراثيم لاستخدام السيترات بطريقة هوائية.